# Majdan Tatarski

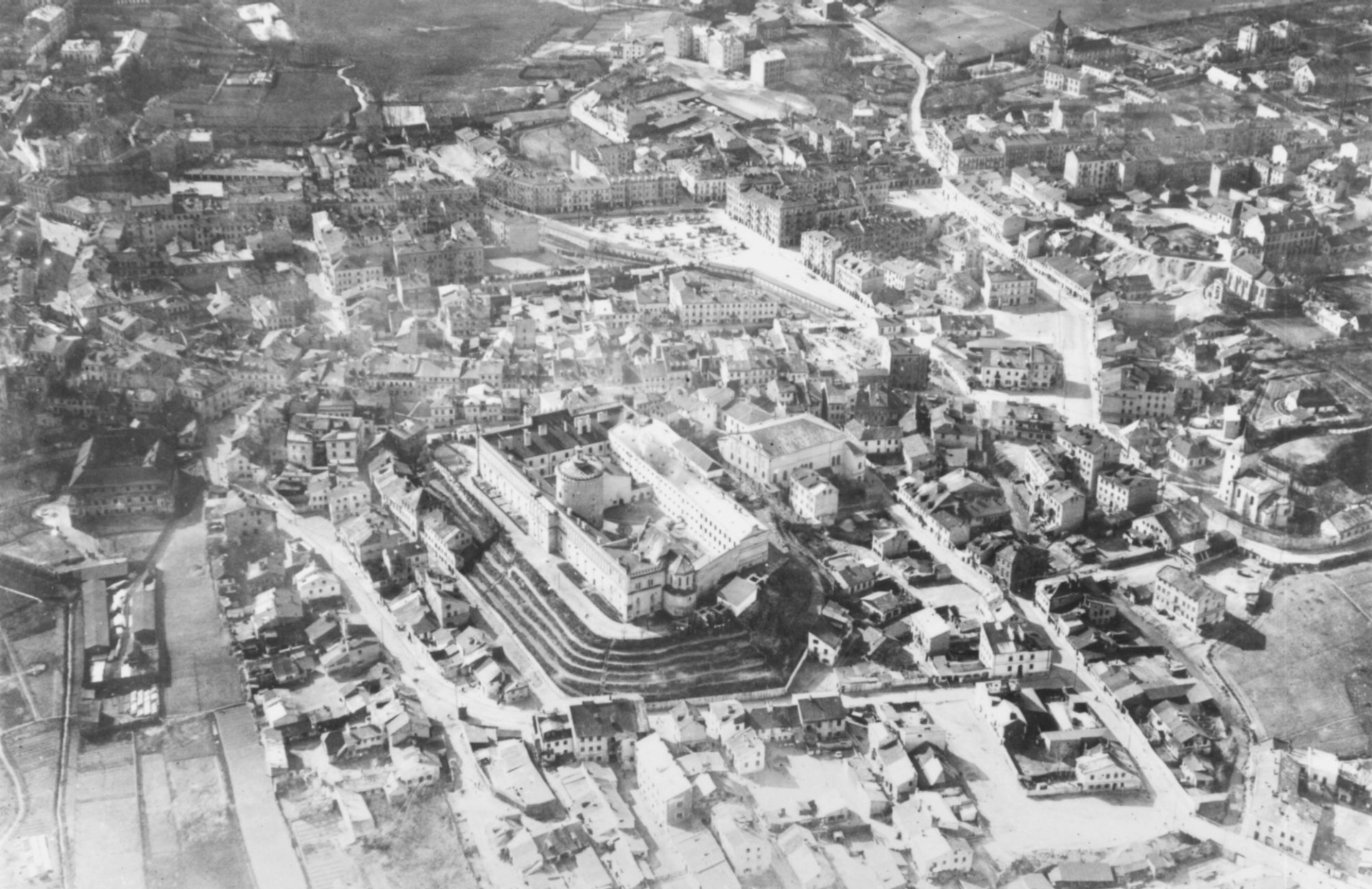

Majdan Tatarski – historyczna dzielnica Lublina, pierwotnie robotnicze przedmieście, która w czasie II wojny światowej stała się miejscem utworzenia getto szczątkowego dla Żydów, po likwidacji getta w Śródmieściu.

## Geneza i rozwój dzielnicy[1]
Powstała przed I wojną światową jako jedno z najuboższych przedmieść Lublina, zamieszkane przez robotników zatrudnionych w okolicznych zakładach przemysłowych i Tatarach. Zabudowa składała się głównie z drewnianych domów z ogródkami, a naturalnym centrum dzielnicy były ulice Rolna i Majdan Tatarski.

## Majdan Tatarski w czasie okupacji[2]

### Utworzenie getta szczątkowego[3]
W kwietniu 1942 roku, po likwidacji głównego getta na Podzamczu, niemieckie władze utworzyły na Majdanie Tatarskim tzw. getto wtórne lub szczątkowe dla około 8 000 Żydów – początkowo przesiedlono stąd kilkuset Polaków, a granice getta wyznaczono ulicami Majdanek, Majdan Tatarski i Gromadzką; wejście do getta znajdowało się przy ulicy Rolnej i było strzeżone przez niemiecką żandarmerię, policję granatową oraz żydowską policję gadzinową.
Żydzi byli zmuszani do zamieszkania w skrajnie przeludnionych warunkach – spano w piwnicach, chlewach i składzikach – zaś brak J-Ausweis (specjalnych pozwoleń) skutkował śmiercią.

### Selekcje i likwidacje[5]
Od kwietnia do listopada 1942 przeprowadzano brutalne selekcje: tysiące osób zostały deportowane do obozów na Majdanku lub Piaskach, część rozstrzelano lokalnie, np. w Lesie Krępieckim.
Ostateczna likwidacja getta miała miejsce 9 listopada 1942 – ostatnie grupy trafiły do Majdanka, rozstrzelano ok. 260 osób w samym getcie.

## Miejsce pamięci i upamiętnienie

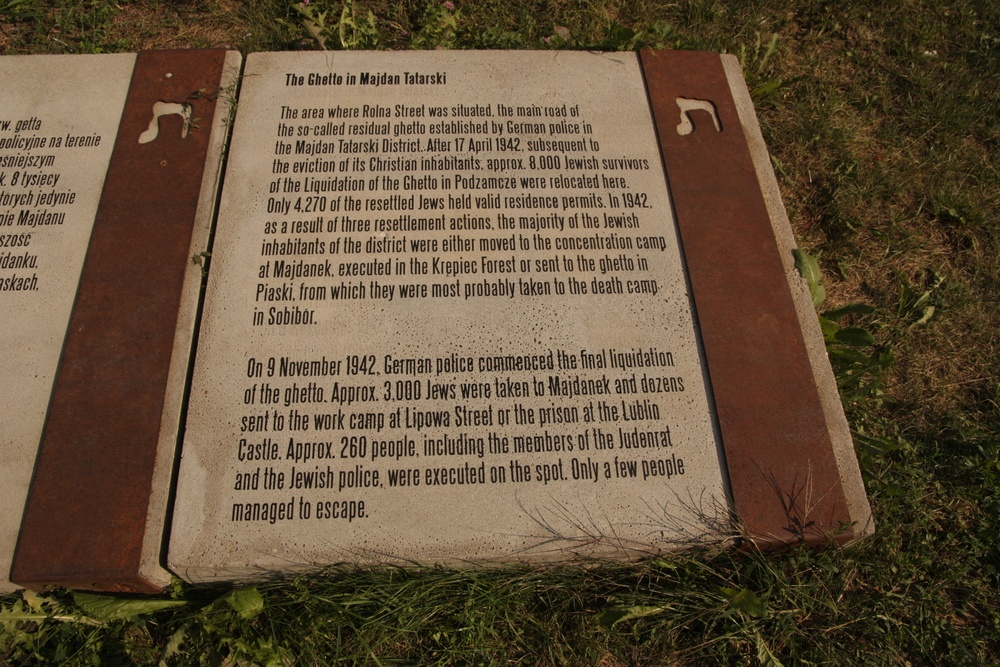
Tablica pamięci na Majdanie Tatarskim.

Obszar dawnego getta na Majdanie Tatarskim jest częścią lokalnego Szlaku Pamięci, prowadzonego przez Ośrodek „Brama Grodzka – Teatr NN” we współpracy z Państwowym Muzeum na Majdanku. Wyznaczone zostały historyczne granice getta, a przy ul. Rolnej zamontowano betonowe płyty z hebrajskimi literami i materiałami informacyjnymi w językach polskim i angielskim. 

## Etymologia nazwy "Majdanek"
Nazwa obozu koncentracyjnego Majdanek została zapożyczona od tej dzielnicy – „Majdan Tatarski” – co znalazło odzwierciedlenie zarówno w potocznym, jak i czasem oficjalnym nazewnictwie obozu KL Lublin.